# Трнка, Алоис
Алоис Трнка (англ. Alois Trnka; 18 февраля 1883, Нью-Йорк — 1923) — американский скрипач и музыкальный педагог чешского происхождения.
Учился в Чикаго в музыкальной школе Йозефа Чапека. Затем окончил Пражскую консерваторию (1903) по классу Отакара Шевчика, после чего предпринял гастрольное турне по Австро-Венгрии. В 1907 г. вернулся в США, открыв частную музыкальную школу в Нью-Йорке; среди его учеников Макс Розен, Давид Хохштейн, Джон Корильяно (старший).
Племянник, также Алоис Трнка (1904—1990) — виолончелист, на протяжении 48 лет в составе Чикагского симфонического оркестра.